# Don Nix

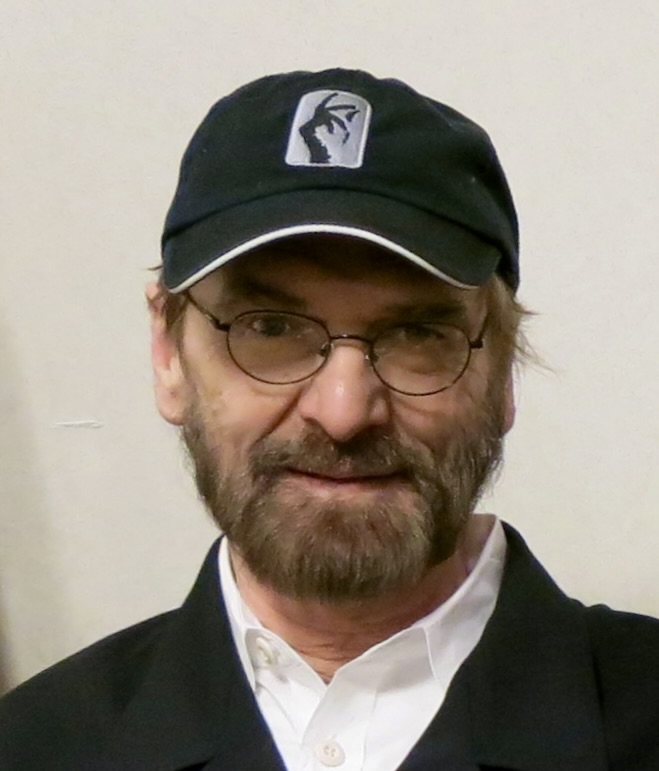
Don Nix, 2013

Don Nix (* 27. September 1941 in Memphis, Tennessee; † 31. Dezember 2024 in Germantown, Tennessee) war ein amerikanischer Saxophonist, Songwriter, Arrangeur und Autor. Obwohl der AMG seine Persönlichkeit als obskur bezeichnete, gilt er als eine der prägenden Figuren im Southern Rock und Southern Soul.

## Leben
Nix besuchte die Messick High School mit Donald "Duck" Dunn und Steve Cropper, wo sie als The Royal Spades auftraten. Aus dieser Gruppe entstanden die "Mar-Keys", die die erste Sessionband für das stilbildende Stax-Label wurde. Mit Last Night / Night Before hatten sie einen großen Hit, der der erste von Nix´Erfolgen wurde. Nachdem der Erfolg verflog, kehrte er nach Memphis zurück und spielte als freischaffender Künstler bei verschiedenen Aufnahmen, so zum Beispiel für die in anderer Besetzung wiederbelebten Mar-Keys, sowie für Stax-Stars wie William Bell und Carla Thomas.
Mitte der 1960er Jahre reiste er nach Los Angeles, wo er seinen Freund Leon Russell, einen der wichtigsten Produzenten der dortigen Musikszene, besuchte. Er hatte ihn auf den Tourneen mit den Mar-Keys kennengelernt. Nix spielte im Dick Clarks Caravan of Stars, wo er in der Begleitband von Gary Lewis & the Playboys, einer Gruppe, die von Russell produziert wurde, spielte. Die Freundschaft zu Russell gab ihm auch Gelegenheit, mitzuerleben, wie man eine Platte produziert, und er begann in Studios in Memphis zu produzieren, so zum Beispiel bei Stax und Ardent.
Die nächsten Jahre verbrachte er als Produzent und Songschreiber für Freddie King, Albert King, Sid Selvidge und Charlie Musselwhite. 1970 unterzeichnete er einen Vertrag bei Shelter Records, wo sein alter Freund Russell Mitbesitzer war. Da die Verkaufszahlen schlecht waren, kehrte er zum Produzentenberuf zurück und arbeitete mit John Mayall und der Muscle Shoals Rhythm Section.
In den 1980er-Jahren zog er sich aus dem Musikgeschäft zurück, begann aber dann wieder als Produzent in Nashville. Als Autor veröffentlichte er ein Buch über seine bisherigen Erfahrungen (Road Stories & Recipes, Schirmer Books/Simon & Schuster, New York, 1997). 2002 veröffentlichte er ein Album mit dem Titel "Going Down", in der er seine alten Songs neu auf nahm. Bei den Aufnahmen spielten Brian May (Queen) und Steve Cropper als Begleitmusiker mit.

## Diskographie
- 1971: In God We Trust (Shelter)
- 1971: Living by the Days (Elektra)
- 1974: Hobos Heroes & Street Corner Clowns (Stax)
- 1976: Gone Too Long (Cream Records)
- 1979: Skyrider (Cream Records)
- 1994: Back to the Well (Icehouse Records)
- 2002: Going Down: The Songs of Don Nix (Evidence)
- 2006: I Don't Want No Trouble (Section Eight Productions)
- 2008: Passing Through (Section Eight Prod)
- 2008: Going Down (Blues Boulevard)[2]

## Alben als Produzent (Auswahl)
- Home – Delaney & Bonnie (1969)
- Getting Ready – Freddie King (1971)
- Lovejoy – Albert King (1971)
- Ten Years Are Gone – John Mayall (1973)
- Cross Country Blues – John Mayall (1994)
- Stax Profiles – Albert King (2006)